# أم علي (ولاية تبسة)
أم علي مدينة وبلدية تابعة إقليميا إلى دائرة بئر العاتر ولاية تبسة الجزائرية.